# Turdus albicollis
El zorzal cuelliblanco (Turdus albicollis) también conocida como mirla collareja, tordo de collar blanco, zorzal collar blanco, o zorzal cuello blanco, es una especie de ave paseriforme de la familia Turdidae que vive en diversas regiones de Sudamérica, tales como Colombia, Venezuela, Brasil, la zona norteña de Argentina, en Trinidad y Tobago y en Perú.

## Morfología
Es un ave que mide 26 cm aproximadamente. La parte superior de la cabeza y las articulaciones son negras, con las plumas de la frente marginadas de café blanco. El resto de las partes superiores es gris obscuro con tintes oliváceo. La garganta es blanquecina y tiene estrías negras. El pecho, el vientre y las plumas subcaudales son de color amarillo claro. En los juveniles el pecho es rayado. Las alas y la cola son negras. El pico y las patas son de color amarillo.